# Kill the Poor
«Kill the Poor» es una canción de la banda estadounidense de punk rock Dead Kennedys, lanzada en octubre de 1980 por Cherry Red Records como el tercer sencillo de la banda, con "In-sight" como cara B. La canción es una sátira mordaz de la élite que, si tuviera la oportunidad, acabaría con los empobrecidos con una bomba. La canción principal fue regrabada para el primer álbum de la banda, Fresh Fruit for Rotting Vegetales (1980), aunque las versiones del sencillo y del álbum muestran poca diferencia en comparación. La cara B de este sencillo también se encuentra adicionalmente en el álbum recopilatorio Give Me Convenience or Give Me Death (1987). Se reprodujo y grabó una "versión disco" especial el 3 de marzo de 1979 y se lanzó en su álbum en vivo Live at the Deaf Club. 
Kill the Poor alcanzó el puesto 49 en la lista de singles del Reino Unido y pasó tres semanas en la lista.

## Posicionamiento en listas
| Listas (1980)    | Mejor posición |
| ---------------- | -------------- |
| UK Indie Chart   | 1              |
| UK Singles Chart | 49             |

## Otras versiones
- La banda estadounidense de metalcore The Agony Scene hizo una versión de la canción para la edición especial de su álbum Get Damned en 2007.
- La banda estadounidense de heavy metal Trivium hizo un cover de la canción como parte de una serie de covers grabados durante la sesión de grabación de su álbum The Sin and the Sentence en 2017.
- La banda de punk rusa Pornofilmy hizo un cover de la canción con traducción rusa llamada Нищих убивай (literalmente 'Kill the poor') para su álbum Русская мечта. Часть 2 (literalmente 'Russian Dream. Part 2') en 2016.
- El compositor neerlandés Maarten Regtien hizo una versión de la canción en la parte final de su segundo Trumpet Concerto.[3]